# 偽數學
偽數學（Pseudomathematics）是一種由非數學家所進行的、類似數學之活動形式——且數學家自己也會偶爾這麼做。這個詞是從偽科學一詞（也就是那些被聲稱是科學但其實並不是科學的觀念）轉變而來的。
伪数学活动并不遵循数学的框架、定义、法则、或严谨的正规数学模型。一旦伪数学论证进入了以上领域，比如说接受或引入了一些“著名”的广泛引用的数学定义的话，它就要不可避免地忽视或抛弃一些已成熟或已被证明的数学机制，而变回明显的非数学的论证。
偽數學家所做的努力大致可以廣泛地分成三類：
1. 試圖解決一些已經在數學上被證明是不可能的古典問題。
2. 胡亂發展一些新的數學理論或邏輯。
3. 僅用初等數學知識處理一些數學中困難的問題。

作第一種嘗試的人註定要失敗；而第二種人一般來講沒什麼生產力可言，因為最好的狀況中他們頂多只是重新發現了已經存在的理論，而最糟的情況則是創造了一堆完全胡說八道的東西；某些形式的命理學就是屬於這一類。至於在第三種情況中所做的付出當然不見得會失敗，因為某些高等數學的結果確實可以用更初等的技巧達成；在談到數學的深度的時候並沒有所謂一致的觀念。然而，除非那些研究者對那些課題具有深刻的直觀認知，不然他們成就任何突破的可能性都是渺小的。
在其他領域也有等同於偽數學的東西，尤其是物理。業餘者仍然繼續試圖製造永動機、用古典物理學推翻愛因斯坦、或其他類似的不可能成就。
有一些人，雖然其主張一直被外界反駁，但由于對偽數學的過份追求，使得他們懷疑主流數學家都是喜歡孤立他人的偏執狂，而這種懷疑可能造就所謂的數學怪痞。這個問題被美國印第安那州數學家安德伍德·达德利廣泛地研究過，也曾寫過一些關於這個主題的熱門著作。此外，克利福德·皮科欧沃也在他於1998年出版的著作《天才和其奇特的记忆》（Strange Brains and Genius）中探討了關於科學家與數學家中的「天才與瘋子之間的連結」。

## 不可能問題
一些不可解問題包括下面幾個歐幾里得幾何中的尺規作圖問題：
- 化圓為方：畫一個正方形使其面積跟給定圓相同。
- 倍立方：畫一個立方体使得它的體積是給予的立方体的兩倍。
- 三等分角：在只用圓規及一把沒有刻度的直尺將一個給定角三等分。

兩千年來人們一直嘗試找尋這樣的作圖法，但一直失敗。在19世紀當這些問題被證明是不可能的時候，問題終於被瞭解了。然而，相較於重挫那些偽數學家，這些由正統數學家提出的、對於不可能性的聲稱僅只是激起更多的挑戰企圖而已。

## 近來的偽數學研究趨勢
近來，偽數學家開始投入他們的精力來企圖推翻哥德爾的第二不完備定理（這屬於上述中的第一類）或用初等方法證明費馬最後定理（第三類）。後者目前已經有了一個基於許多不同高等數學領域所做的既長又複雜的證明，然而由于此证明过于繁复曲折（见費馬最後定理），各种寻找较为“基础”的证明的尝试从未间断过，这也是因为费马在他留下的注释中声称，他找到过一个“简单而巧妙”的证明。
其他相關的活動包括企圖創造一個可以壓縮所有輸入資料的无损数据压缩算法或著企圖推翻四色定理；這兩者都是屬於第一類的已經證明是不可能的問題。前者當中，可以很輕易地證明其不可能性——基於這種演算法必須將較大的有限集一對一地映射至較小的集合上。
其他偽數學家喜歡的主題包括表示式 0/0 的不可判定性、無限的意義或複數的本質。